# Ferd
Ferd AS ist eine norwegische Holding im Besitz des Milliardärs Johan H. Andresen und seiner Töchter Katharina Andresen und Alexandra Andresen.

## Geschichte
Die Holding wurde im Jahr 2001 gegründet. Ihre Ursprünge gehen auf die Tabakfabrik J. L. Tiedemanns Tobaksfabrik zurück. Diese wurde im Jahr 1778 gegründet und gehörte ab 1849 zum Eigentum der Familie Andresen. Nach dem Verkauf der Fabrik im Jahr 1998 erfolgte eine Umorganisierung, die 2001 im heutigen Unternehmen Ferd mündete. Im Jahr 2007 überführte Johan H. Andresen über 80 % der Anteile an der Holding an seine beiden Töchter. Mitte 2015 hielt das Unternehmen Beteiligungen im Wert von umgerechnet 2,3 Mrd. Euro.
Aus Ferd Private Equity wurde 2008 die Private-Equity-Gesellschaft Herkules Capital ausgegründet.

## Geschäftsbereiche der Ferd AS
- Ferd Capital, hält Beteiligungen an Elopak, Interwell,[7] Mestergruppen, Servi, Brav Norway (vormals Swix), TeleComputing, Aibel und Petroleum Geo-Services[5]
- Ferd Invest, hält Aktienpakete von Opera Software, Novo Nordisk, Autoliv und Hexagon AB[5]
- Ferd Hedge Funds
- Ferd Special Investments
- Ferd Real Estate: Immobilien
- Ferd Social Entrepreneurs